# Kościół św. Michała Archanioła w Dwerniku
Kościół św. Michała Archanioła w Dwerniku – drewniany rzymskokatolicki kościół pw. św. Michała Archanioła, zbudowany w latach 1979–81, znajdujący się w miejscowości Dwernik w powiecie bieszczadzkim.

## Historia obiektu
W 1938 Dwernik zamieszkiwało 787 wiernych obrządku greckokatolickiego. Po II wojnie światowej w wyniku akcji przesiedleńczej w 1946 mieszkańcy Dwernika zostali wysiedleni do ZSRR, a wieś uległa zniszczeniu. Spłonęła pochodząca z 1785 cerkiew św. Michała Archanioła. Zachował się wieniec starodrzewu i resztki cmentarza. Obecny kościół powstał w latach 1979–81 wg projektu Jana Rządcy. Jako materiał do jego wzniesienia posłużyły fragmenty rozebranej cerkwi w Lutowiskach.
Cerkiew św.Michała Archanioła w Lutowiskach zbudowana w 1898, po 1972 stała opuszczona. W latach 1979–80 została rozebrana.

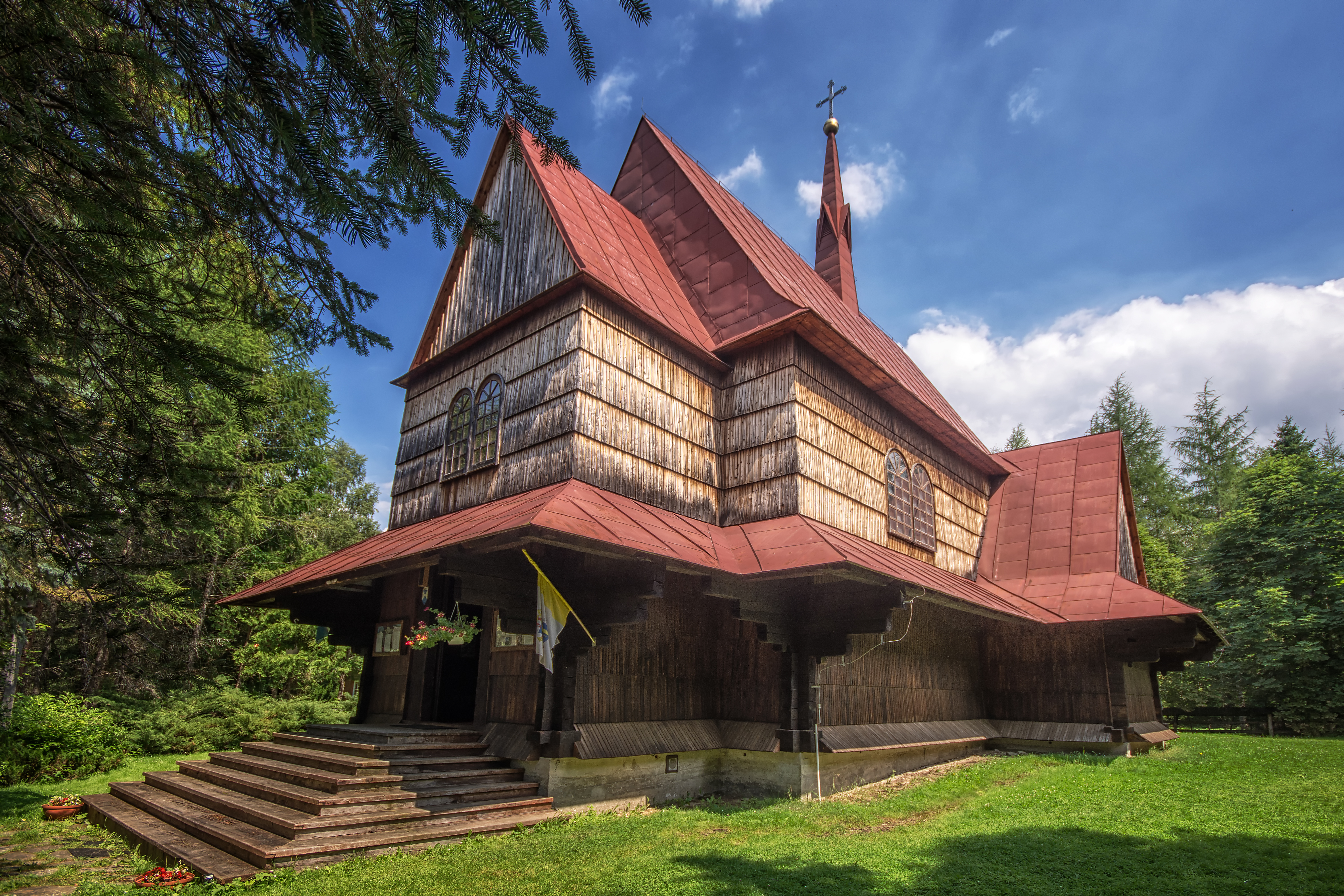
Elewacja frontowa
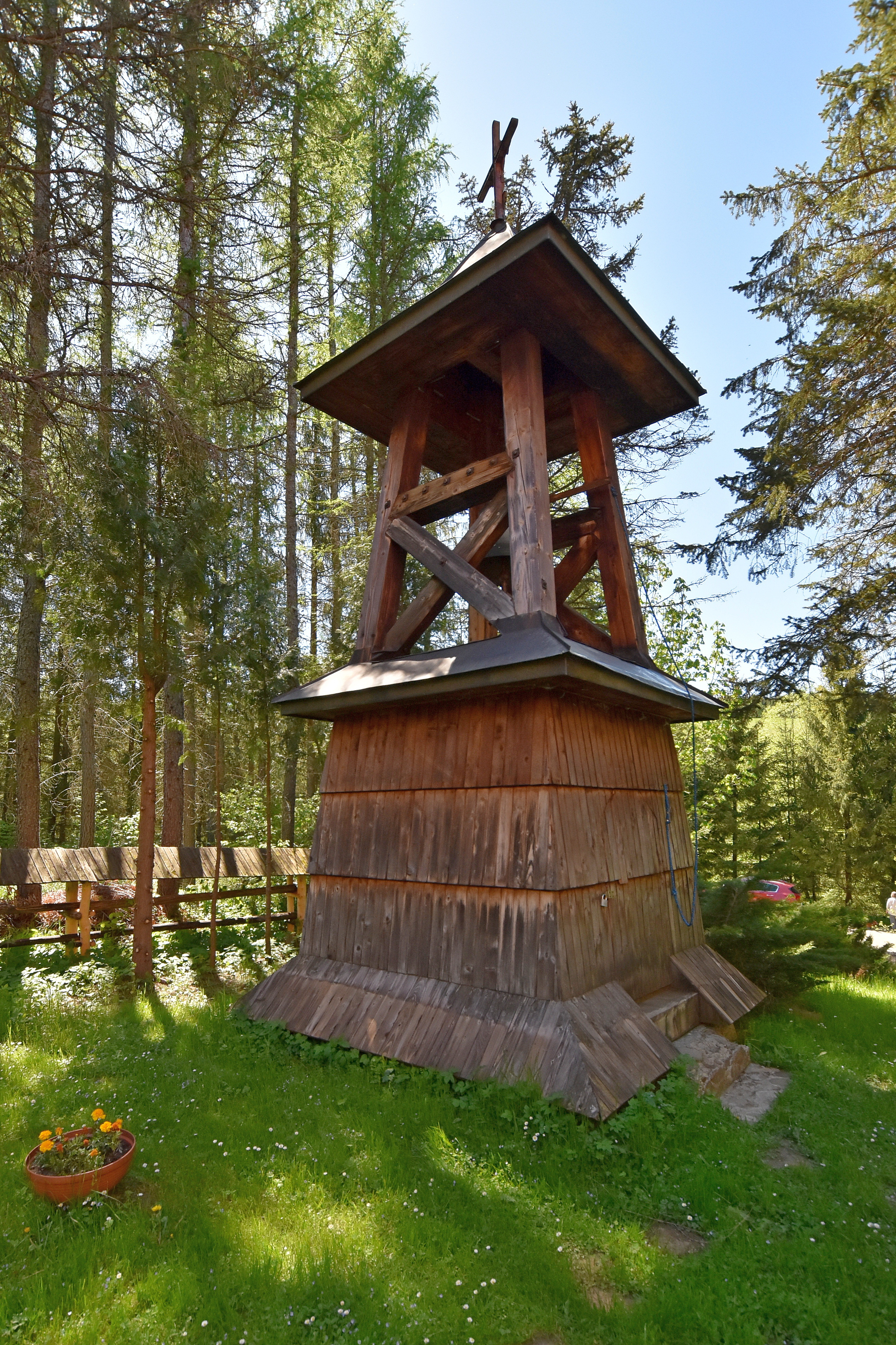
Dzwonnica
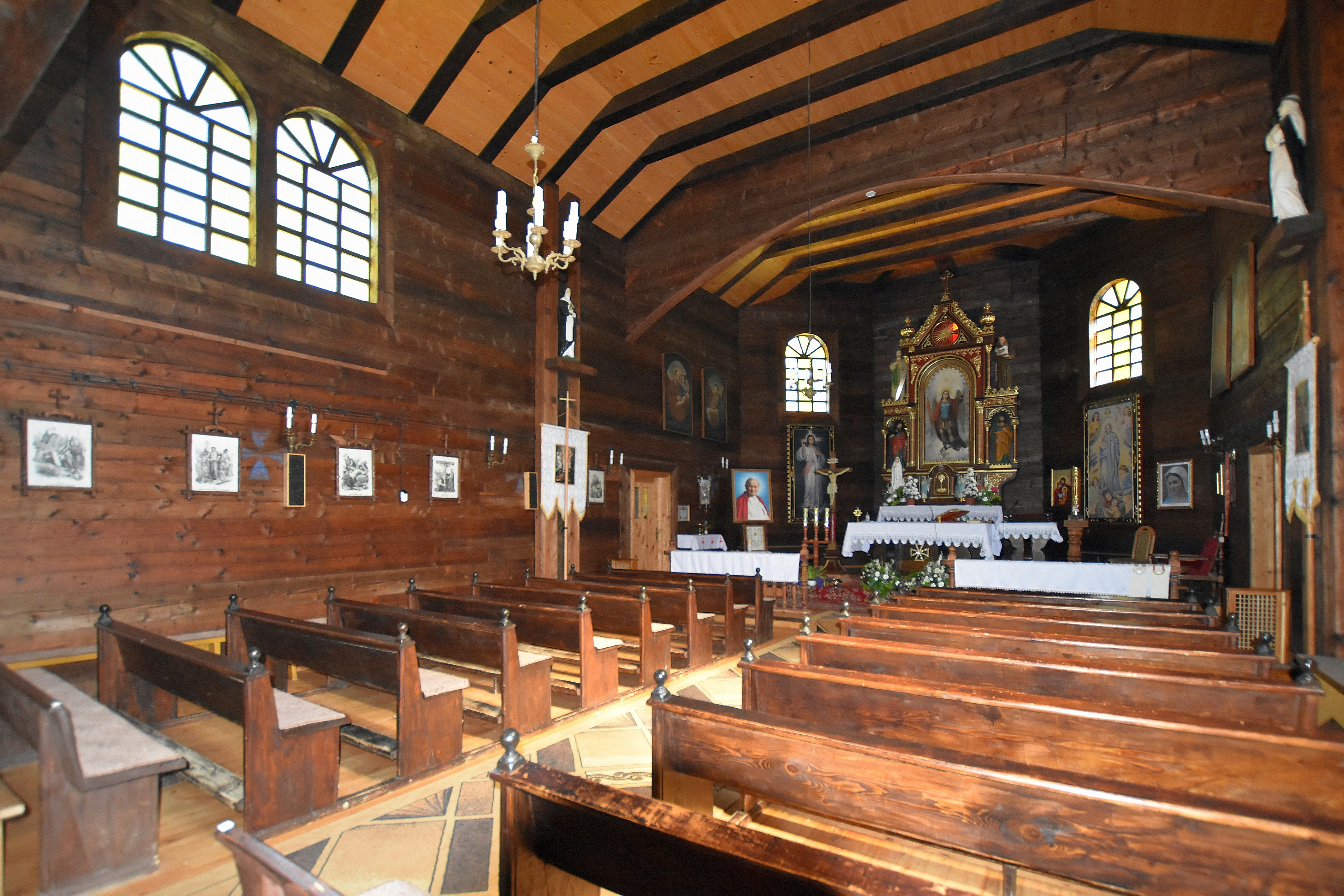
Wnętrze

## Architektura i wyposażenie
Budowla jest obiektem nowym, a belki konstrukcyjne i wezwanie stare. Posiada bryłę zupełnie odmienną niż trzykopułowa cerkiew z Lutowisk. Obiekt konstrukcji zrębowej, orientowany, obity gontem. Świątynia trójdzielna z zamkniętym trójbocznie prezbiterium z dwoma bocznymi zakrystiami, szerszą nawą i z babińcem z przylegającym od zachodu przedsionkiem. Blaszany dach jednokalenicowy zwieńczony strzelistą wieżyczką. Wokół daszek okapowy wsparty na wystających belkach zrębu. Nad drzwiami inskrypcja z datą budowy cerkwi: 1898.  
Wewnątrz pozorne sklepienie kolebkowe. Chór muzyczny wsparty na belkach zrębu.  Wyposażenie wnętrza współczesne, a jedynym elementem z dawnego wyposażenia jest umieszczona w ołtarzu głównym ikona św.Michała Archanioła namalowana na blasze. 

## Otoczenie
Obok świątyni znajduje się drewniana dzwonnica konstrukcji słupowej, obita gontem z 1995. Całość obwiedziona drewnianym ogrodzeniem z okazałą bramą. 